# Coppa Italia 1990-1991 (turni preliminari)
Questa voce raccoglie un approfondimento sulle gare dei turni preliminari dell'edizione 1990-1991 della Coppa Italia di calcio.

## Primo turno

### Andata
| Arbitro: | Iori (Parma) |

|  |           |               |
|  | Marcatori | 14’ Bolognesi |

| Arbitro: | Monni (Sassari) |

|                                                   |           |                     |
| Dell'Oglio 5’ Buso 25’ Dunga 28’ (rig.) Fuser 87’ | Marcatori | 72’ (rig.) Armenise |

| Arbitro: | Bazzoli (Merano) |

|  |           |                |
|  | Marcatori | 11’ Sinigaglia |

| Arbitro: | Quartuccio (Torre Annunziata) |

|                    |           |                                   |
| Carbone 63’ (rig.) | Marcatori | 20’ (rig.) Brogi 59’, 60’ Bonaldi |

| Arbitro: | Bettin (Padova) |

|                           |           |  |
| Dezotti 60’ Ferraroni 85’ | Marcatori |  |

| Brescia 26 agosto 1990, ore 20:30 CEST Primo turno - andata | Brescia                       | 0 – 0 referto | Salernitana | Stadio Mario Rigamonti\| Arbitro: \| Boemo (Cervignano del Friuli) \| |
| Arbitro:                                                    | Boemo (Cervignano del Friuli) |               |             |                                                                       |

| Arbitro: | Cardona (Milano) |

|                      |           |             |
| Prytz 13’ Lunini 81’ | Marcatori | 64’ Faccini |

| Arbitro: | Cinciripini (Ascoli Piceno) |

|                                               |           |              |
| Ottoni 74’ Pradella 80’ Zanoncelli 90’ (rig.) | Marcatori | 39’ Consonni |

| Arbitro: | Guidi (Bologna) |

|                    |           |              |
| Cinello 42’ (rig.) | Marcatori | 63’ Clementi |

| Arbitro: | Chiesa (Livorno) |

|                                            |           |              |
| Dell'Anno 30’ Balbo 47’, 68’ Marronaro 78’ | Marcatori | 72’ Esposito |

| Arbitro: | Merlino (Torre del Greco) |

|                                          |           |               |
| Rambaudi 13’, 73’ Baiano 45’ Signori 85’ | Marcatori | 90’ Donatelli |

| Arbitro: | De Angelis (Civitavecchia) |

|             |           |  |
| Mancini 90’ | Marcatori |  |

| Arbitro: | Bruni (Arezzo) |

|                                    |           |                            |
| Bertarelli 52’ Di Carlo 82’ (rig.) | Marcatori | 19’ Venticinque 70’ Traini |

| Arbitro: | Fucci (Salerno) |

|          |           |  |
| Bivi 56’ | Marcatori |  |

| Lecce 25 agosto 1990, ore 20:30 CEST Primo turno - andata | Lecce           | 0 – 0 referto | Empoli | Stadio Via del Mare\| Arbitro: \| Boggi (Salerno) \| |
| Arbitro:                                                  | Boggi (Salerno) |               |        |                                                      |

| Arbitro: | Mughetti (Cesena) |

|           |           |  |
| Picci 65’ | Marcatori |  |

### Ritorno
| Arbitro: | Bruni (Arezzo) |

|  |           |                                        |
|  | Marcatori | 89’ Marulla 105’ Vivarini 113’ Porfido |

| Mestre 1 settembre 1990, ore 20:30 CEST Primo turno - ritorno | Venezia                   | 0 – 0 referto | Fiorentina | Stadio Francesco Baracca \| Arbitro: \| Merlino (Torre del Greco) \| |
| Arbitro:                                                      | Merlino (Torre del Greco) |               |            |                                                                      |

| Arbitro: | Boggi (Salerno) |

|               |           |                              |
| Vincenzi 108’ | Marcatori | 30’ Lantignotti 101’ Morello |

| Arbitro: | Scaramuzza (Mestre) |

|               |           |             |
| Sacchetti 10’ | Marcatori | 24’ Scienza |

| Mantova 2 settembre 1990, ore 16:30 CEST Primo turno - ritorno | Mantova         | 0 – 0 referto | Cremonese | Stadio Danilo Martelli\| Arbitro: \| Cesari (Genova) \| |
| Arbitro:                                                       | Cesari (Genova) |               |           |                                                         |

| Arbitro: | Stafoggia (Pesaro) |

|  |           |          |
|  | Marcatori | 75’ Ganz |

| Arbitro: | Di Cola (Avezzano) |

|             |           |                                             |
| Cangini 44’ | Marcatori | 62’ Pellegrini 72’ (rig.) Magrin 79’ Lunini |

| Arbitro: | Ceccarini (Livorno) |

|                               |           |  |
| Marta 5’ Chiappino 45’ (rig.) | Marcatori |  |

| Arbitro: | Frigerio (Milano) |

|                                   |           |  |
| Turrini 60’ D'Ignazio Pulpito 89’ | Marcatori |  |

| Arbitro: | Fabricatore (Roma) |

|           |           |  |
| Suppa 35’ | Marcatori |  |

| Arbitro: | Monni (Sassari) |

|                                   |           |                   |
| Simonetta 30’, 72’ Di Stefano 56’ | Marcatori | 79’ (rig.) Barone |

| Arbitro: | Rosica (Roma) |

|                |           |  |
| Macrì 72’, 78’ | Marcatori |  |

| Arbitro: | Dal Forno (Ivrea) |

|            |           |            |
| Protti 65’ | Marcatori | 11’ Ermini |

| Arbitro: | Nicchi (Arezzo) |

|  |           |                      |
|  | Marcatori | 49’ Monelli 59’ Bivi |

| Arbitro: | Guidi (Bologna) |

|                                      |                      |                                          |
| Carboni Gori Caccia Prete De Martino | Tiri di rigore 4 – 5 | Panero Benedetti Marino Mazinho Pasculli |

| Arbitro: | Cinciripini (Ascoli Piceno) |

|  |           |           |
|  | Marcatori | 77’ Picci |

### Tabella riassuntiva
| Squadra 1  | Totale | Squadra 2   | Andata | Ritorno         |
| ---------- | ------ | ----------- | ------ | --------------- |
| Cosenza    | 3 - 1  | Barletta    | 0 - 1  | 3 - 0 (dts)     |
| Fiorentina | 4 - 1  | Venezia     | 4 - 1  | 0 - 0           |
| Reggiana   | 2 - 2  | Como        | 0 - 1  | 2 - 1 (dts)     |
| Reggina    | 2 - 4  | Modena      | 1 - 3  | 1 - 1           |
| Cremonese  | 2 - 0  | Mantova     | 2 - 0  | 0 - 0           |
| Brescia    | 1 - 0  | Salernitana | 0 - 0  | 1 - 0           |
| Verona     | 5 - 2  | Palermo     | 2 - 1  | 3 - 1           |
| Padova     | 3 - 3  | Monza       | 3 - 1  | 0 - 2           |
| Avellino   | 1 - 3  | Taranto     | 1 - 1  | 0 - 2           |
| Udinese    | 4 - 2  | Casertana   | 4 - 1  | 0 - 1           |
| Foggia     | 5 - 4  | Lucchese    | 4 - 1  | 1 - 3           |
| Ascoli     | 1 - 2  | Giarre      | 1 - 0  | 0 - 2           |
| Ancona     | 3 - 3  | Messina     | 2 - 2  | 1 - 1           |
| Pescara    | 3 - 0  | Catanzaro   | 1 - 0  | 2 - 0           |
| Lecce      | 0 - 0  | Empoli      | 0 - 0  | 0 - 0 (5-4 dcr) |
| Triestina  | 2 - 0  | Licata      | 1 - 0  | 1 - 0           |

## Secondo turno

### Andata
| Arbitro: | Dal Forno (Ivrea) |

|                                            |           |  |
| Ferrara 58’ Maradona 60’ (rig.) Careca 70’ | Marcatori |  |

| Arbitro: | Trentalange (Torino) |

|               |           |  |
| Di Chiara 60’ | Marcatori |  |

| Arbitro: | Boemo (Cervignano del Friuli) |

|                                     |           |              |
| Waas 11’, 55’ Poli 40’ Tricella 74’ | Marcatori | 4’ Melchiori |

| Modena 5 settembre 1990, ore 20:30 CEST Secondo turno - andata | Modena          | 0 – 0 referto | Lazio | Stadio Alberto Braglia\| Arbitro: \| Nicchi (Arezzo) \| |
| Arbitro:                                                       | Nicchi (Arezzo) |               |       |                                                         |

| Arbitro: | Fucci (Salerno) |

|                                              |           |                                             |
| Esposito 38’ Pierleoni 45’ Amarildo 50’, 81’ | Marcatori | 17’ (rig.) Iacobelli 60’ Neffa 83’ Verdelli |

| Arbitro: | Ceccarini (Livorno) |

|             |           |          |
| Dossena 48’ | Marcatori | 45’ Ganz |

| Arbitro: | Fabricatore (Roma) |

|  |           |                                                     |
|  | Marcatori | 44’ Cravero 68’ Škoro 79’ (aut.) Acerbis 86’ Müller |

| Arbitro: | Luci (Firenze) |

|  |           |                   |
|  | Marcatori | 81’ (rig.) Brehme |

| Arbitro: | Felicani (Bologna) |

|                                 |           |  |
| Baggio 40’ (rig.) Casiraghi 80’ | Marcatori |  |

| Arbitro: | Iori (Parma) |

|  |           |                |
|  | Marcatori | 77’ Piovanelli |

| Arbitro: | Frigerio (Milano) |

|           |           |  |
| Völler 9’ | Marcatori |  |

| Agrigento 5 settembre 1990, ore 16:30 CEST Secondo turno - andata | Giarre              | 0 – 0 referto | Genoa | Stadio Esseneto (6.000 spett.)\| Arbitro: \| Scaramuzza (Mestre) \| |
| Arbitro:                                                          | Scaramuzza (Mestre) |               |       |                                                                     |

| Bari 4 settembre 1990, ore 20:30 CEST Secondo turno - andata | Bari             | 0 – 0 referto | Messina | Stadio San Nicola\| Arbitro: \| Cardona (Milano) \| |
| Arbitro:                                                     | Cardona (Milano) |               |         |                                                     |

| Arbitro: | Guidi (Bologna) |

|                       |           |  |
| Evair 46’, 81’ (rig.) | Marcatori |  |

| Arbitro: | Di Cola (Avezzano) |

|                                                                   |           |  |
| Pasculli 65’ (rig.) Alejnikov 69’ Firicano 72’ (aut.) Mazinho 79’ | Marcatori |  |

| Arbitro: | Quartuccio (Torre Annunziata) |

|                     |           |  |
| Agostini 10’ (rig.) | Marcatori |  |

### Ritorno
| Arbitro: | Cinciripini (Ascoli Piceno) |

|  |           |                           |
|  | Marcatori | 65’ Crippa 80’ Incocciati |

| Arbitro: | Baldas (Trieste) |

|  |           |               |
|  | Marcatori | 22’ Borgonovo |

| Arbitro: | Cesari (Genova) |

|             |           |  |
| Zanutta 47’ | Marcatori |  |

| Arbitro: | Luci (Firenze) |

|          |           |                                        |
| Sosa 40’ | Marcatori | 2’ Bonaldi 59’ Brogi 65’ (aut.) Sergio |

| Arbitro: | Coppetelli (Tivoli) |

|                                 |           |  |
| Gualco 35’ Pierleoni 81’ (aut.) | Marcatori |  |

| Arbitro: | Nicchi (Arezzo) |

|  |           |                                                     |
|  | Marcatori | 21’ Dossena 63’ Mancini 75’ Invernizzi 79’ Lombardo |

| Arbitro: | Bazzoli (Merano) |

|  |           |           |
|  | Marcatori | 33’ Fanna |

| Arbitro: | Bruni (Arezzo) |

|               |           |                          |
| Di Biagio 65’ | Marcatori | 34’ Battistini 52’ Berti |

| Arbitro: | Pezzella (Frattamaggiore) |

|                          |           |             |
| Turrini 43’ Brunetti 76’ | Marcatori | 23’ Alessio |

| Arbitro: | Scaramuzza (Mestre) |

|                |           |  |
| Piovanelli 41’ | Marcatori |  |

| Arbitro: | Pairetto (Torino) |

|                   |           |                              |
| Barone 39’ (rig.) | Marcatori | 15’ Comi 34’, 72’ Rizzitelli |

| Arbitro: | Monni (Sassari) |

|                               |           |  |
| Aguilera 13’ Ferroni 31’, 70’ | Marcatori |  |

| Arbitro: | Fabricatore (Roma) |

|                                    |                      |                                                |
| Bonomi Cambiaghi Miranda De Trizio | Tiri di rigore 3 – 5 | João Paulo Laureri Gérson Di Gennaro Scarafoni |

| Arbitro: | Cornieti (Forlì) |

|              |           |  |
| Fioretti 74’ | Marcatori |  |

| Arbitro: | De Angelis (Civitavecchia) |

|  |           |            |
|  | Marcatori | 76’ Panero |

| Arbitro: | Longhi (Roma) |

|            |           |            |
| Romano 17’ | Marcatori | 76’ Simone |

### Tabella riassuntiva
| Squadra 1  | Totale | Squadra 2 | Andata | Ritorno         |
| ---------- | ------ | --------- | ------ | --------------- |
| Napoli     | 5 - 0  | Cosenza   | 3 - 0  | 2 - 0           |
| Fiorentina | 2 - 0  | Parma     | 1 - 0  | 1 - 0           |
| Bologna    | 4 - 2  | Reggiana  | 4 - 1  | 0 - 1           |
| Modena     | 3 - 1  | Lazio     | 0 - 0  | 3 - 1           |
| Cesena     | 4 - 5  | Cremonese | 4 - 3  | 0 - 2           |
| Sampdoria  | 5 - 1  | Brescia   | 1 - 1  | 4 - 0           |
| Verona     | 1 - 4  | Torino    | 0 - 4  | 1 - 0           |
| Monza      | 1 - 3  | Inter     | 0 - 1  | 1 - 2           |
| Juventus   | 3 - 2  | Taranto   | 2 - 0  | 1 - 2           |
| Udinese    | 0 - 2  | Pisa      | 0 - 1  | 0 - 1           |
| Roma       | 4 - 1  | Foggia    | 1 - 0  | 3 - 1           |
| Giarre     | 0 - 3  | Genoa     | 0 - 0  | 0 - 3           |
| Bari       | 0 - 0  | Messina   | 0 - 0  | 0 - 0 (5-3 dcr) |
| Atalanta   | 2 - 1  | Pescara   | 2 - 0  | 0 - 1           |
| Lecce      | 5 - 0  | Cagliari  | 4 - 0  | 1 - 0           |
| Milan      | 2 - 1  | Triestina | 1 - 0  | 1 - 1           |